# 科利
科利（義大利語：Coli），是意大利皮亚琴察省的一个市镇。总面积72平方公里，人口999人，人口密度13.9人/平方公里（2009年）。ISTAT代码为033016。